# Anna (Nederlandse film)
Anna is een Nederlandse film uit 2007 van Eric Oosthoek, uitgebracht als Telefilm. De oorspronkelijke titel van de film zou Swinks? luiden.
De opnames werden gemaakt in Epen en Gulpen-Wittem (Limburg). Er was een kleine rol voor de zanger Spinvis in de film als muzikant. In de film verschenen maar 13 personen inclusief figuranten.
De film laat zich omschrijven als een dromerige paranormale mysterieuze dramafilm met veel flashbacks.

## Verhaal
Stijn en Brecht zijn broer en zus die hun ouders hebben verloren bij een auto-ongeluk waar ze zelf ook bij aanwezig waren. Stijn heeft daar niets aan overgehouden maar zijn zus Brecht is half verlamd geraakt. Samen proberen ze het leven weer op te pakken. Op een dag verschijnt Lotte, een studente die zegt voor haar studie in de streek te zijn. Ze komt dagelijks langs om wat te drinken, maar ze is eigenlijk op zoek naar haar moeder. Dan komt er nog een vrouw de boerderij bezoeken. Zij wordt een obsessie voor Stijn, maar ze blijkt ook met het een en ander te maken te hebben.

## Rolverdeling
- Monic Hendrickx - Anna
- Jochum ten Haaf - Stijn
- Jelka van Houten - Brecht
- Maryam Hassouni - Lotte
- Joep van der Geest - Marek